# Gran Premio motociclistico di Germania 1996
Il Gran Premio motociclistico di Germania 1996 fu l'ottavo appuntamento del motomondiale 1996. Si svolse il 7 luglio sul circuito del Nürburgring e vide la vittoria di Luca Cadalora su Honda nella classe 500, di Ralf Waldmann nella classe 250, di Masaki Tokudome nella classe 125, dell'equipaggio Darren Dixon-Andy Hetherington nella classe sidecar e di Jeffry de Vries per il Thunderbike Trophy.

## Classe 500

### Arrivati al traguardo
| Pos. | Nº | Pilota               | Squadra                 | Motocicletta  | Giri | Tempo     | Griglia | Punti |
| ---- | -- | -------------------- | ----------------------- | ------------- | ---- | --------- | ------- | ----- |
| 1    | 3  | Luca Cadalora        | Kanemoto Honda          | Honda         | 27   | 45:35.889 | 6       | 25    |
| 2    | 1  | Mick Doohan          | Repsol Honda            | Honda         | 27   | +0.210    | 2       | 20    |
| 3    | 4  | Àlex Crivillé        | Repsol Honda            | Honda         | 27   | +0.657    | 1       | 16    |
| 4    | 11 | Scott Russell        | Lucky Strike Suzuki     | Suzuki        | 27   | +4.916    | 3       | 13    |
| 5    | 10 | Kenny Roberts Jr     | Marlboro Yamaha Roberts | Yamaha        | 27   | +7.703    | 5       | 11    |
| 6    | 9  | Norifumi Abe         | Marlboro Yamaha Roberts | Yamaha        | 27   | +13.448   | 10      | 10    |
| 7    | 6  | Tadayuki Okada       | Repsol Honda            | Honda         | 27   | +14.060   | 12      | 9     |
| 8    | 7  | Alex Barros          | Honda Pileri            | Honda         | 27   | +17.680   | 9       | 8     |
| 9    | 41 | Shin'ichi Itō        | Repsol Honda            | Honda         | 27   | +34.806   | 8       | 7     |
| 10   | 12 | Jean-Michel Bayle    | Marlboro Yamaha Roberts | Yamaha        | 27   | +43.311   | 11      | 6     |
| 11   | 17 | Alberto Puig         | Fortuna-Honda-Pons      | Honda         | 27   | +55.589   | 16      | 5     |
| 12   | 65 | Loris Capirossi      | Marlboro Yamaha Rainey  | Yamaha        | 27   | +59.707   | 14      | 4     |
| 13   | 22 | Lucio Pedercini      | Team Pedercini          | ROC Yamaha    | 27   | +1:31.799 | 17      | 3     |
| 14   | 27 | Frédéric Protat      | Soverex FP Racing       | ROC Yamaha    | 27   | +1:37.657 | 19      | 2     |
| 15   | 23 | Eugene McManus       | Millar Racing           | Yamaha        | 26   | +1 giro   | 21      | 1     |
| 16   | 70 | Florian Ferracci     | Team Paton              | Paton         | 25   | +2 giri   | 23      |       |
| 17   | 55 | Nicholas Schmassmann | Team Schmassman         | Harris Yamaha | 25   | +2 giri   | 25      |       |

### Ritirati
| Nº | Pilota            | Squadra             | Motocicletta  | Giri | Griglia |
| -- | ----------------- | ------------------- | ------------- | ---- | ------- |
| 8  | Juan Borja        | Elf 500 Roc         | Elf 500       | 16   | 15      |
| 14 | Adrian Bosshard   | Elf 500 Roc         | Elf 500       | 16   | 24      |
| 26 | Terry Rymer       | Lucky Strike Suzuki | Suzuki        | 8    | 7       |
| 13 | Jeremy McWilliams | Qub Team Optimum    | ROC Yamaha    | 8    | 20      |
| 19 | Sean Emmett       | Harris Grand Prix   | Harris Yamaha | 8    | 26      |
| 15 | Doriano Romboni   | IP Aprilia Racing   | Aprilia       | 1    | 4       |
| 24 | Carlos Checa      | Fortuna-Honda-Pons  | Honda         | 1    | 13      |

### Non partiti
| Nº | Pilota            | Squadra            | Motocicletta  | Griglia |
| -- | ----------------- | ------------------ | ------------- | ------- |
| 16 | Laurent Naveau    | ELC Lease ROC      | ROC Yamaha    | 22      |
| 54 | Michael Rudroff   | Suzuki Deutschland | Suzuki        | 18      |
| 20 | Toshiyuki Arakaki | Padgetts Racing    | Harris Yamaha | 27      |
| 18 | James Haydon      | W.C.M.             | ROC Yamaha    | 28      |

## Classe 250

### Arrivati al traguardo
| Pos. | Nº | Pilota               | Squadra                 | Motocicletta | Giri | Tempo     | Griglia | Punti |
| ---- | -- | -------------------- | ----------------------- | ------------ | ---- | --------- | ------- | ----- |
| 1    | 3  | Ralf Waldmann        | HB Honda Germany        | Honda        | 25   | 43:16.908 | 1       | 25    |
| 2    | 19 | Olivier Jacque       | Chesterfield Elf Tech 3 | Honda        | 25   | +2.022    | 4       | 20    |
| 3    | 11 | Jürgen Fuchs         | HB Honda Germany        | Honda        | 25   | +3.434    | 5       | 16    |
| 4    | 1  | Max Biaggi           | Chesterfield Aprilia    | Aprilia      | 25   | +3.860    | 2       | 13    |
| 5    | 7  | Luis d'Antín         | MX Onda-S.S.P. Comp.    | Honda        | 25   | +27.378   | 11      | 11    |
| 6    | 20 | Luca Boscoscuro      | Scuderia AGV            | Aprilia      | 25   | +27.816   | 16      | 10    |
| 7    | 5  | Jean-Philippe Ruggia | Chesterfield Elf Tech 3 | Honda        | 25   | +28.112   | 7       | 9     |
| 8    | 55 | Régis Laconi         | Tecmas Grand Prix       | Honda        | 25   | +33.926   | 10      | 8     |
| 9    | 8  | Cristiano Migliorati | Axo San Patrignano      | Honda        | 25   | +34.321   | 8       | 7     |
| 10   | 10 | Tōru Ukawa           | Benetton Honda          | Honda        | 25   | +35.421   | 6       | 6     |
| 11   | 6  | Nobuatsu Aoki        | Rheos Molenaar Racing   | Honda        | 25   | +41.997   | 13      | 5     |
| 12   | 29 | Osamu Miyazaki       | Edo Racing              | Aprilia      | 25   | +52.820   | 14      | 4     |
| 13   | 14 | Eskil Suter          | Mohag Aprilia           | Aprilia      | 25   | +59.816   | 17      | 3     |
| 14   | 22 | Oliver Petrucciani   | Mohag Aprilia           | Aprilia      | 25   | +1:08.714 | 12      | 2     |
| 15   | 9  | Yasumasa Hatakeyama  | F.C.C. T.S. Penguin     | Honda        | 25   | +1:11.238 | 21      | 1     |
| 16   | 23 | Christian Boudinot   | Promoto Sport           | Aprilia      | 25   | +1:12.677 | 26      |       |
| 17   | 28 | Cristophe Cogan      | Team AJP                | Honda        | 25   | +1:15.676 | 24      |       |
| 18   | 25 | Davide Bulega        | Team Italia             | Aprilia      | 25   | +1:21.112 | 23      |       |
| 19   | 16 | Sete Gibernau        | Axo San Patrignano      | Honda        | 25   | +1:34.137 | 27      |       |
| 20   | 27 | Sebastián Porto      | PR2 Aprilia YPF-Esco    | Aprilia      | 25   | +1:44.834 | 30      |       |

### Ritirati
| Nº | Pilota                   | Squadra                 | Motocicletta | Giri | Griglia |
| -- | ------------------------ | ----------------------- | ------------ | ---- | ------- |
| 34 | Marcellino Lucchi        | Nastro Azzurro Aprilia  | Aprilia      | 19   | 3       |
| 31 | Tetsuya Harada           | Marlboro Yamaha Rainey  | Yamaha       | 17   | 20      |
| 82 | Jurgen Lingg             | Waf Racing              | Honda        | 13   | 25      |
| 12 | Jurgen van den Goorbergh | M.Q.P. Racing           | Honda        | 10   | 9       |
| 79 | Matthias Neukirchen      | Bieffe Team Germany     | Yamaha       | 9    | 29      |
| 96 | José Barresi             | Marlboro Venemotos      | Yamaha       | 4    | 32      |
| 81 | Alexander Folger         | Aprilia Levior Berger   | Aprilia      | 3    | 28      |
| 41 | Jamie Robinson           | Docshop Racing          | Aprilia      | 3    | 15      |
| 26 | Takeshi Tsujimura        | F.C.C. Technical Sports | Honda        | 1    | 18      |
| 15 | Gianluigi Scalvini       | Team Pileri             | Honda        | 0    | 19      |
| 66 | Alessandro Antonello     | FGF Guidotti            | Aprilia      | 0    | 31      |
| 80 | Michael Schulten         | Mrd Handel Berg. Gladb. | Aprilia      | 0    | 22      |

## Classe 125

### Arrivati al traguardo
| Pos. | Nº | Pilota            | Squadra                | Motocicletta | Giri | Tempo     | Griglia | Punti |
| ---- | -- | ----------------- | ---------------------- | ------------ | ---- | --------- | ------- | ----- |
| 1    | 7  | Masaki Tokudome   | Ditter Plastic         | Aprilia      | 23   | 42:14.721 | 3       | 25    |
| 2    | 6  | Stefano Perugini  | Nastro Azzurro Aprilia | Aprilia      | 23   | +0.317    | 6       | 20    |
| 3    | 1  | Haruchika Aoki    | Rheos Molenaar Racing  | Honda        | 23   | +0.933    | 2       | 16    |
| 4    | 3  | Emilio Alzamora   | Cepsa Effeuno Matteoni | Honda        | 23   | +1.691    | 7       | 13    |
| 5    | 46 | Valentino Rossi   | Scuderia AGV           | Aprilia      | 23   | +1.919    | 4       | 11    |
| 6    | 10 | Peter Öttl        | Marlboro-Aprilia-Eckl  | Aprilia      | 23   | +2.067    | 23      | 10    |
| 7    | 55 | Jorge Martínez    | Airtel-Aspar           | Aprilia      | 23   | +3.971    | 1       | 9     |
| 8    | 8  | Tomomi Manako     | UGT Europa             | Honda        | 23   | +4.509    | 5       | 8     |
| 9    | 15 | Manfred Geissler  | Marlboro-Aprilia-Eckl  | Aprilia      | 23   | +13.739   | 13      | 7     |
| 10   | 26 | Ivan Goi          | Cepsa Effeuno Matteoni | Honda        | 23   | +14.319   | 17      | 6     |
| 11   | 2  | Kazuto Sakata     | Krona-Aprilia          | Aprilia      | 23   | +14.792   | 15      | 5     |
| 12   | 12 | Noboru Ueda       | Docshop Racing         | Honda        | 23   | +14.914   | 8       | 4     |
| 13   | 36 | Josep Sarda       | Mobil 1-TNT-LB Racing  | Honda        | 23   | +15.917   | 12      | 3     |
| 14   | 13 | Lucio Cecchinello | Honda Team GP3         | Honda        | 23   | +16.773   | 20      | 2     |
| 15   | 23 | Frédéric Petit    | Team RMS               | Honda        | 23   | +18.049   | 14      | 1     |
| 16   | 5  | Dirk Raudies      | HB Team Raudies        | Honda        | 23   | +23.732   | 9       |       |
| 17   | 24 | Jaroslav Huleš    | Team Pileri            | Honda        | 23   | +25.574   | 18      |       |
| 18   | 14 | Yoshiaki Katō     | Yamaha Kurz            | Yamaha       | 23   | +26.147   | 16      |       |
| 19   | 4  | Akira Saito       | Docshop Racing         | Honda        | 23   | +1:04.869 | 28      |       |
| 20   | 37 | Paolo Tessari     | Team Pileri            | Honda        | 23   | +1:05.242 | 27      |       |
| 21   | 11 | Herri Torrontegui | Axo San Patrignano     | Honda        | 23   | +1:05.311 | 10      |       |
| 22   | 88 | Ángel Nieto Jr    | Airtel-Aspar           | Aprilia      | 23   | +1:14.357 | 24      |       |
| 23   | 82 | Markus Ober       | Rallye Sport Racing    | Honda        | 22   | +1 giro   | 31      |       |

### Ritirati
| Nº | Pilota            | Squadra                 | Motocicletta | Giri | Griglia |
| -- | ----------------- | ----------------------- | ------------ | ---- | ------- |
| 19 | Yōichi Ui         | Yamaha Kurz             | Yamaha       | 21   | 21      |
| 17 | Darren Barton     | Ditter Plastic          | Aprilia      | 15   | 30      |
| 72 | Garry McCoy       | Scuderia Alfa Bieffe    | Aprilia      | 13   | 19      |
| 27 | Gabriele Debbia   | Biesse Semprucci Debbia | Yamaha       | 9    | 11      |
| 80 | Christian Kellner | Hein Gericke Castrol    | Honda        | 7    | 25      |
| 79 | Emanuel Buchner   | Aprilia Levior Berger   | Aprilia      | 4    | 29      |
| 35 | Loek Bodelier     | Mobil 1-TNT-LB Racing   | Honda        | 3    | 22      |
| 21 | Andrea Ballerini  | Team Italia             | Aprilia      | 3    | 26      |

### Non partito
| Nº | Pilota        | Squadra              | Motocicletta | Griglia |
| -- | ------------- | -------------------- | ------------ | ------- |
| 81 | Steve Jenkner | Adac Sachsen Aprilia | Aprilia      | 32      |

## Classe sidecar
Seconda vittoria consecutiva per l'equipaggio Darren Dixon-Andy Hetherington, che precede al traguardo Klaffenböck-Parzer e Webster-James. Grazie a questi risultati Dixon rafforza la leadership in classifica, dove è al comando con 70 punti, davanti a Güdel a 54 e a Webster a 52.

### Arrivati al traguardo (posizioni a punti)
Fonte:
| Pos | Pilota             | Passeggero        | Sidecar    | Giri | Tempo     | Punti |
| --- | ------------------ | ----------------- | ---------- | ---- | --------- | ----- |
| 1   | Darren Dixon       | Andy Hetherington | Windle-ADM | 23   | 42'51"071 | 25    |
| 2   | Klaus Klaffenböck  | Christian Parzer  | LCR-ADM    | 23   | +4"107    | 20    |
| 3   | Steve Webster      | David James       | LCR-ADM    | 23   | +12"443   | 16    |
| 4   | Paul Güdel         | Charly Güdel      | LCR-BRM    | 23   | +12"739   | 13    |
| 5   | Steve Abbott       | Jamie Biggs       | Windle-ADM |      |           | 11    |
| 6   | Rolf Biland        | Kurt Waltisperg   | LCR-BRM    |      |           | 10    |
| 7   | Markus Bösiger     | Jürg Egli         | LCR-ADM    |      |           | 9     |
| 8   | Yoshisada Kumagaya | Trevor Hopkinson  | LCR-BRM    |      |           | 8     |
| 9   | Tony Wyssen        | Kilian Wyssen     | LCR-BRM    |      |           | 7     |
| 10  | Mark Reddington    | Trevor Crone      | LCR-ADM    |      |           | 6     |
| 11  | Markus Schlosser   | Thomas Herzog     | LCR-BRM    |      |           | 5     |
| 12  | Benny Janssen      | Adolf Hänni       | LCR-ADM    |      |           | 4     |
| 13  | Kevin Webster      | Rob McIntosh      | LCR-ADM    |      |           | 3     |
| 14  | Janez Remše        | Axel Kölsch       | LCR-ADM    |      |           | 2     |
| 15  | Ralph Bohnhorst    | Eckart Rösinger   | LCR-ADM    |      |           | 1     |

## Thunderbike Trophy
Fonte: Thunderbike Trophy 1996 - Nürburgring, su classic.autosport.com (archiviato dall'url originale il 9 febbraio 2019).

### Arrivati al traguardo
| Pos. | Nº | Pilota                    | Motocicletta | Giri | Tempo     | Punti |
| ---- | -- | ------------------------- | ------------ | ---- | --------- | ----- |
| 1    | 8  | Jeffry de Vries           | Yamaha       | 18   | 34:00.083 | 25    |
| 2    | 3  | Stéphane Mertens          | Honda        | 18   | +1.288    | 20    |
| 3    | 2  | Yves Briguet              | Honda        | 18   | +1.591    | 16    |
| 4    | 14 | Iain MacPherson           | Honda        | 18   | +4.641    | 13    |
| 5    | 23 | José Oriol Fernández      | Yamaha       | 18   | +20.619   | 11    |
| 6    | 5  | Mario Innamorati          | Bimota       | 18   | +36.729   | 10    |
| 7    | 6  | Enrique de Juan           | Kawasaki     | 18   | +40.613   | 9     |
| 8    | 62 | Tobias Mauch              | Kawasaki     | 18   | +43.859   | 8     |
| 9    | 12 | Franky Heidger            | Honda        | 18   | +54.317   | 7     |
| 10   | 29 | Denis Bonoris             | Yamaha       | 18   | +56.145   | 6     |
| 11   | 25 | Phil Borley               | Kawasaki     | 18   | +56.365   | 5     |
| 12   | 11 | Rubén Xaus                | Honda        | 18   | +1:37.597 | 4     |
| 13   | 21 | Philippe Pinchedez        | Honda        | 18   | +1:38.950 | 3     |
| 14   | 10 | Eric Mahé                 | Yamaha       | 18   | +1:39.190 | 2     |
| 15   | 30 | José María Martín Vázquez | Honda        | 18   | +1:51.677 | 1     |
| 16   | 28 | Mike Wohner               | Honda        | 17   | +1 giro   |       |
| 17   | 63 | Achim Penisch             | Kawasaki     | 17   | +1 giro   |       |

### Ritirati
| Nº | Pilota                | Motocicletta | Giri |
| -- | --------------------- | ------------ | ---- |
| 15 | Bernard Garcia        | Honda        | 17   |
| 17 | Pere Riba             | Honda        | 16   |
| 18 | David Rouge           | Honda        | 16   |
| 16 | Marc Garcia           | Honda        | 12   |
| 20 | William Costes        | Honda        | 10   |
| 61 | Herbert Kaufmann      | Yamaha       | 9    |
| 60 | Toni Heiler           | Kawasaki     | 9    |
| 22 | Gregorio Lavilla      | Yamaha       | 8    |
| 64 | Jörg Teuchert         | Yamaha       | 8    |
| 59 | Ferdinand Franz       | Kawasaki     | 7    |
| 1  | Stefan Scheschowitsch | Kawasaki     | 4    |
| 58 | Michael Eberle        | Kawasaki     | 2    |